# Jean de Montaigu (Sens)
Jean de Montaigu oder Montagu (* vor 1390; † 25. Oktober 1415 in der Schlacht von Azincourt) war Bischof von Chartres und Erzbischof von Sens.
Er war der Sohn von Gérard de Montaigu dem Älteren († 1391), Sekretär Karls V., und der Biette Cassinel, einer Schwester von Ferry Cassinel, Erzbischof von Reims; seine (Halb-)Brüder waren Gérard de Montaigu der Jüngere, Bischof von Poitiers und Bischof von Paris († 1420), und Jean de Montaigu, der Berater der Könige Karl V. und Karl VI.
Jean de Montaigu schloss ein Studium in Zivilrecht ab und wurde Schatzmeister (Trésorier) der Kirche von Beauvais sowie Conseiller im Parlement de Paris. 1390 wurde er Bischof von Chartres und 1399 Erster Präsident der Chambre des comptes (Rechnungshof). 1405 folgte er Arnaud de Corbie als Siegelbewahrer, was zu dieser Zeit dem Amt des Kanzlers von Frankreich entsprach, da kein Kanzler ernannt wurde.
1406 wurde er Erzbischof von Sens. In dieser Eigenschaft saß er der Kirchenversammlung vor, die 1408 den zweiten Entzug des Gehorsams gegenüber dem Avignonesischen Papsttum beschloss.
1409 gab er die königliche Kanzlei an Arnaud de Corbie zurück.
Als bekannter Anhänger der Armagnacs war er ab 1411 gemeinsam mit seinem Bruder Gérard eine der Zielscheiben für die Unzufriedenheit der Pariser Bevölkerung. 1413 wurde er nach dem Ende des Aufstands der Cabochiens erneut Erster Präsident des Rechnungshofs. Er wurde in der Schlacht von Azincourt getötet.